# سيباستيان كورشيا
سيباستيان كورشيا (بالفرنسية: Sébastien Corchia) (مواليد 1 نوفمبر 1990 في نويزي ليسيك - فرنسا) لاعب كرة قدم فرنسي يلعب حاليا لصالح نادي الدرجة الأولى سوشو الفرنسي منذ 2011 في مركز الظهير الأيمن.

## مرحلة الشباب

### أندية لعب لها
- مركز كليرفونتين

## المسيرة الاحترافية

### أندية لعب لها
- نادي لومان
- نادي سوشو
- نادي ليل

## روابط خارجية
- سيباستيان كورشيا على موقع الاتحاد الأوربي (الإنجليزية)
- سيباستيان كورشيا على موقع رابطة كرة القدم الفرنسية للمحترفين (الإنجليزية)
- سيباستيان كورشيا على موقع إي إس بي إن إف سي (الإنجليزية)
- سيباستيان كورشيا على موقع قاعدة بيانات كرة القدم.إي يو (الإنجليزية)
- سيباستيان كورشيا على موقع ليكيب (الفرنسية)
- سيباستيان كورشيا على موقع ناشيونال فوتبول تيمز (الإنجليزية)
- سيباستيان كورشيا على موقع Soccerway.com (الإنجليزية)
- سيباستيان كورشيا على موقع عالم كرة القدم.نت (الإنجليزية)
- سيباستيان كورشيا على موقع AS.com (الإسبانية)